# Савинці (Миргородський район)
Савинці — село в Україні, в Великосорочинській сільській громаді Миргородського району Полтавської області. Населення становить 1114 осіб. Колишній орган місцевого самоврядування — Савинцівська сільська рада.

## Географічне розташування
Село Савинці знаходиться на правому березі річки Псел, вище за течією на відстані 4 км розташоване село Велика Обухівка, нижче за течією на відстані 1,5 км розташоване село Великі Сорочинці, на протилежному березі — села Олефірівка та Панасівка. Річка в цьому місці звивиста, утворює лимани, стариці та заболочені озера.

## Історія
Є декілька версій про походження назви села, одна з них про козака Саву, що ніби-то заснував село.
Село було центром Савинської волості Миргородського повіту.
Нині в селі є школа (Савинцівська ЗОШ І-ІІІ ст.), яка випустила чимало відомих людей. Зокрема поетесу Віру Казидуб (архітектор в м. Полтава). Директор школи Єщенко Ольга Василівна.
Село особливо постраждало внаслідок геноциду українського народу, проведеного урядом СРСР 1932—1933 та 1946—1947. Зафіксовано імена 166 осіб, замучених комуністами голодом.

## Економіка
- Молочно-товарна ферма.
- «Савинці», ТОВ.

## Соціальна сфера
- Школа.
- Будинок культури.
- ФК «Олімпія» — аматорський футбольний клуб. Команда бере участь в Чемпіонаті Полтавської області серед аматорів, Кубку Полтавської області з футболу та Кубку України з футболу серед аматорів.

## Цікаві факти
- У селі  Савинці  знімалися фільми «Максим Перепелиця», «Лимаревна», «Щедре літо», та «Народження Шевченка»[1].

## Персоналії
- Ворожбит Наталка Анатоліївна — українська драматургиня та режисерка, лауреатка Премії Women In Arts у 2020 році і Шевченківської премії у 2022. Була народжена в Києві, однак провела дитинство та підлітковий вік в Савинцях і досі навідує рідне село. П'єси Ворожбит ставилися в театрах України (Максим Голенко та Анна Александрович на сцені Дикого театру, Тамара Трунова на сценах київського Молодого театр та Театру драми і комедії на лівому березі Дніпра, Андрій Бакіров на сцені Чернігівського обласного академічного українського музично-драматичного театру ім. Тараса Шевченка), Росії, Великої Британії, Польщі, США та Латвії.
- Віра Іванівна Казидуб — українська поетеса, член Національної cпілки письменників України (від 17.02.1998).
- Никитченко Володимир Васильович (1933—2014) — український художник декоративно-ужиткового мистецтва, гончар.
- Павленко Овксентій Костянтинович, 1884 р. н., с. Савинці Миргородського р-ну Полтавської обл., українець, із селян, освіта початкова. Проживав у с. Савинці. Колгоспник. Заарештований 3 листопада 1937 р. Засуджений Особливою трійкою при УНКВС Полтавської обл. 19 листопада 1937 р. за ст. 54-10 ч. 1 КК УРСР до 10 років позбавлення волі. Реабілітований Полтавською обласною прокуратурою 10 січня 1990 р.
- Павленко Параска Гнатівна, 1892 р. н., c. Савинці Миргородського р-ну Полтавської обл., українка, із селян, неписьменна. Проживала у с. Савинці. Колгоспниця. Перебувала на підписці про невиїзд з 16 лютого 1944 р. Засуджена Особливою нарадою при НКВС СРСР 6 січня 1945 р. (стаття КК не вказана) як член сім'ї зрадника Батьківщини до 5 років заслання у Джамбульську обл. (Казахстан). Реабілітована Полтавською обласною прокуратурою 21 серпня 1989 р.[2]

Усередині 1950-х у селі відбувались зйомки сільських сцен культової радянської стрічки Максим Перепелиця (1955), навіть наприкінці 2010-х є свідки тих зйомок, що діляться спогадами з журналістами.

## Також
- Перелік населених пунктів, що постраждали від Голодомору 1932—1933 (Полтавська область)